# Dom-le-Mesnil

Dom-le-Mesnil este o comună în departamentul Ardennes din nordul Franței. În 1 ianuarie 2022 avea o populație de 1.053 de locuitori.